# Pedro de Alcántara Téllez-Girón y Beaufort-Spontin
Pedro de Alcántara Téllez-Girón y Beaufort-Spontin (Madrid, 10 de setembre, 1810 - idem. 29 de setembre 1844), va ser un noble espanyol, XI duc d'Osuna. Va ser un dels nobles més importants del seu temps, i va ser tretze vegades duc, dotze marquès, tretze comte i una vegada vescomte.
Era el primogènit de Francisco de Borja Téllez-Girón i Pimentel i va ser un gran protector de les arts i les lletres, que ell mateix va cultivar amb èxit, encara que en la intimitat. Per haver mort sense successió el va succeir el seu germà Mariano Téllez-Girón.